# L'Autre Finistère
L'Autre Finistère est une chanson du groupe français Les Innocents, extraite de l'album Fous à lier, paru en 1992.